# Pamela Rendi-Wagner
Joy Pamela Rendi-Wagner (Bécs, 1971. május 7.), született Joy Pamela Wagner, osztrák orvosnő, politikus, parlamenti képviselő. 2018 és 2023 között Ausztria Szociáldemokrata Pártjának (SPÖ) elnöke és ebben a tisztben az első nő. 2017. március 8-tól 2018. december 18-ig Christian Kern kormányának egészség- és nőügyi minisztere.

## Életpályája
Joy Pamela Wagner néven született 1971-ben. A Bécsi Egyetem orvostudományi karán végzett 1996-ban. A posztgraduális Master fokozatot közegészségügy és trópusi betegségek szakorvosaként 1997-ben Londonban szerezte, a London School of Hygiene and Tropical Medicine továbbképző intézetben. Ugyanebben az évben megkapta a londoni Királyi Orvoskollégium (Royal College of Physicians) diplomáját is, „közegészségügy és trópusi betegségek” diplomáját is.
1998-ban, már Rendi-Wagner néven visszatért a Bécsi Egyetemre. 1998–2002 között a specifikus profilaxia és trópusi betegségek itteni tanszékén dolgozott. 2002–2003 között a bécsi Ferenc József-kórház fertőző betegségek és trópusi betegségek osztályán működött. 2003–2007 között ismét a Bécsi Egyetemen dolgozott, korábbi tanszékén és a utazások alatt szerezhető betegségek központjában (Zentrum für Reisemedizin). Projektvezetőként a veszélyes járványos betegségek országos szintű figyelését és előrejelzését szolgáló rendszert dolgozott ki. Kutatásainak egyik eredményeképpen a kullancs-encephalitis elleni védőoltás emlékeztető oltásai közötti időtartamra vonatkozó ajánlást háromról öt évre emelték.
2008-ban habilitációt szerzett a Prävention durch Impfungen (Megelőzés védőoltások révén) témával. 2011 óta az egészségügyi minisztériumban dolgozott. 
2017. február 23-án elhunyt Sabine Oberhauser, Christian Kern kormányának egészségügyi és nőügyi minisztere. Helyére Rendi-Wagnert helyezték. 2017. március 7-én belépett a Szociáldemokrata Pártba, és egy nappal később, 2017. március 8-án átvette miniszteri kinevezését Van der Bellen szövetségi elnöktől.
A 2017-es ausztriai parlamenti választást követő kormányváltás után a többi SPÖ miniszterrel együtt lemondott, november 9-én a Osztrák szövetségi parlament (Nationalrat) képviselője, majd december 18-tól az SPÖ egészségügyi szóvivője lett.

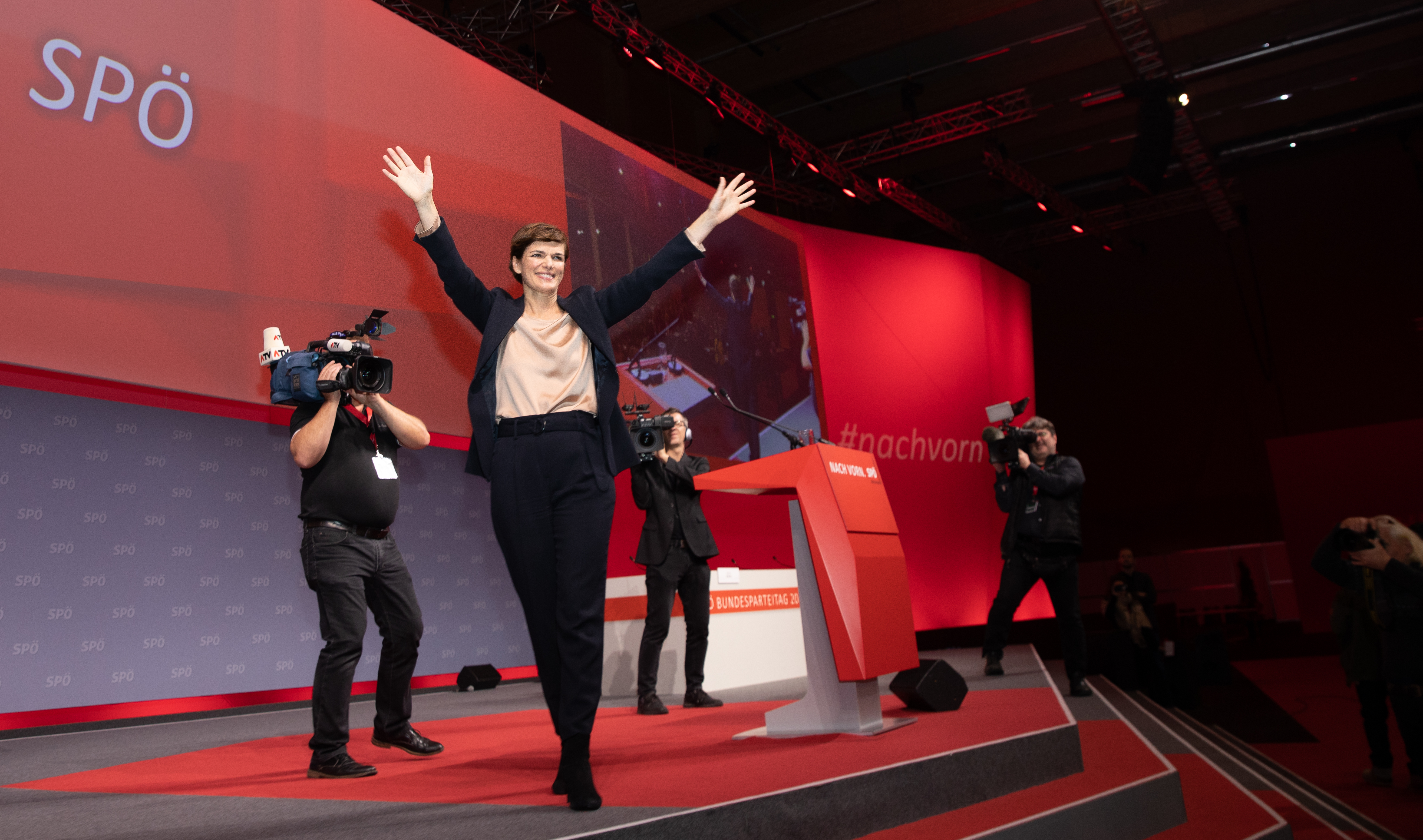
Pártelnökké választásakor, a 2018-as SPÖ-kongresszuson.

2018. szeptember 22-én az SPÖ elnöksége – a lemondott Christian Kern pártelnök helyére – egyhangúlag Rendi-Wagnert jelölte a párt új elnökének. A november 24-én tartott pártkongresszuson megválasztották.
2019. május 28-án az SPÖ elnöksége egyhangúlag Rendi-Wagnert jelölte az SPÖ csúcsjelöltjének (azaz a párt kancellárjelöltjének) a 2019-es előrehozott nemzetgyűlési választáson. A választáson a Szociáldemokrata Párt történelmének legrosszabb eredményét, 21,18%-ot érte el.
2020. február közepén bejelentette, hogy a párt tagságától bizalmi szavazást kér személyéről és a szociáldemokrácia általa javasolt politikai irányáról. 
Az április 2-án lezárt szavazás május 6-án közzétett eredménye szerint 41,3%-os részvétel mellett 71,4%-os támogatást kapott. Erre támaszkodva pártelnök maradt és bemutatta Új Szolidaritás Ausztriáért elnevezésű programját, amely erősítené az állam szociális gondoskodó szerepét és egy igazságosabb adórendszert. Személyes népszerűsége jelentősen megnőtt.
Több pártvezető, elsősorban Hans-Peter Doskozil, az SPÖ burgenlandi tartományi elnöke bírálta Rendi-Wagnert politikája és vezetési stílusa miatt. A párt elhúzódó vezetési válságát a sajtó bőségesen tálalta, emiatt az SPÖ megítélése és választási eredményei romlottak (a konkurens ÖVP 2021-es korrupciós ügyei és Kurz kancellár lemondása ellenére). 
2022 novemberében a burgenlandi pártvezetés felmérést készíttetett Doskozil kancellárjelöltségének esélyeiről, ez elhúzódó belső frakcióharcot és rossz sajtóvisszhangot hozott. A karintiai SPÖ Rendi-Wagnert támogatta, de 2023. márciusában a karintiai tartományi választáson a párt a vártnál kedvezőtlenebb eredményt ért el, emiatt az országos pártvezetés kikérte a tagság („a bázis”) véleményét.
A pártelnökségről a tagság 72,4%-a szavazott. Rendi-Wagner szoros, 31,35%-os eredménnyel a harmadik helyre szorult két ellenfele, Doskozil (33,68%) és Babler (31,51%) mögött. Emiatt Rendi-Wagner lemondott a pártelnökségről és nemzetgyűlési képviselői mandátumáról is. A párt elnöki székében Andreas Babler követte (június 6-tól).

## Magánélete
Férje Michael Rendi SPÖ-politikus, Ausztria korábbi tel-avivi nagykövete, Thomas Drozda kancelláriaminiszter kabinetfőnöke. Két leánygyermekük van.

## Publikációi
- Rendi-Wagner P.; Shouval D.; Genton B. et al. (2006). „Comparative immunogenicity of a PreS/S hepatitis B vaccine in non- and low responders to conventional”. Vaccine 24 (15), 2781–2789. o. DOI:10.1016/j.vaccine.2006.01.007.
- Rendi-Wagner P.; Kundi M.; Stemberger H. et al. (2001). „Persistence of protective immunity following vaccination against tick-borne encephalitis – longer than expected?”. Vaccine 19 (15–16), 2055–2060. o. DOI:10.1016/S0264-410X(00)00410-2.
- Rendi-Wagner P.; Kundi M.; Zent O. et al. (2004). „Antibody-response to three recombinant hepatitis B vaccines: comparative evaluation of multicenter travel-clinic based experience”. Vaccine 22 (21–22), 2743–2749. o. DOI:10.1016/j.vaccine.2004.01.041.
- Rendi-Wagner P.; Tobias J.; Moerman L. et al. (2010). „The seroepidemiology of Bordetella pertussis in Israel-Estimate of incidence of infection”. Vaccine 28 (19), 3285–3290. o. DOI:10.1016/j.vaccine.2010.02.104.
- Rendi-Wagner P. (2004). „Risk and prevention of tick-borne encephalitis in travelers”. Journal of Travel Medicine 11 (5), 307–312. o. DOI:10.2310/7060.2004.19107.
- Rendi-Wagner P.; Paulke-Korinek M.; Stanek G. et al. (2007). „Impact of a pertussis booster vaccination program in adolescents and adults on the epidemiology of pertussis in Austria”. The Pediatric Infectious Disease Journal 26 (9), 806–810. o. DOI:10.1097/INF.0b013e318124a9dd.
- Rendi-Wagner P.; Kundi A.; Zent O. et al. (2004). „Immunogenicity and safety of a booster vaccination against tick-borne encephalitis more than 3 years following the last immunisation”. Vaccine 23 (4), 427–434. o. DOI:10.1016/j.vaccine.2004.07.002.